# General Fiasco
General Fiasco ist eine britische Indie-Rockband aus Magherafelt.

## Bandgeschichte
2007 gründeten die beiden Strathern-Brüder zusammen mit Shane Davey die Band General Fiasco. Davey verließ später die Band und Stephen Leacock kam hinzu. Mit ihrem Auftritt bei den Festivals in Reading und Leeds im Sommer 2008 erregten sie die Aufmerksamkeit der Musikpresse und so kamen sie zu einem Plattenvertrag bei Infectious Records. Im März 2010 veröffentlichten sie ihr Debütalbum Buildings, mit dem sie es auf Anhieb in die UK-Charts schafften. Mit der Single Ever so Shy waren sie nicht nur in ihrer Heimat, sondern auch in Japan erfolgreich.

## Mitglieder
- Owen Strathern
- Enda Strathern
- Stephen Leacock

ehemaliges Mitglied
- Shane Davey

## Diskografie
Alben
- Buildings (2010)
- Unfaithfully Yours (2012)